# Rakovec (přítok Tichávky)

Rakovec je levostranný přítok Tichávky v okresech Frýdek-Místek a Nový Jičín. Pramení na okraji přírodní rezervace Les Na Rozdílné v jižní části katastru obce Kunčice pod Ondřejníkem. Teče odtud severozápadním směrem, kdy pod Humbarkem (424 m) vstupuje do katastru obce Tichá, aby se zde ve výšce 362 m zleva připojuje k Tichávce. Délka vodního toku je 4,371 km.